# Prosto (album)

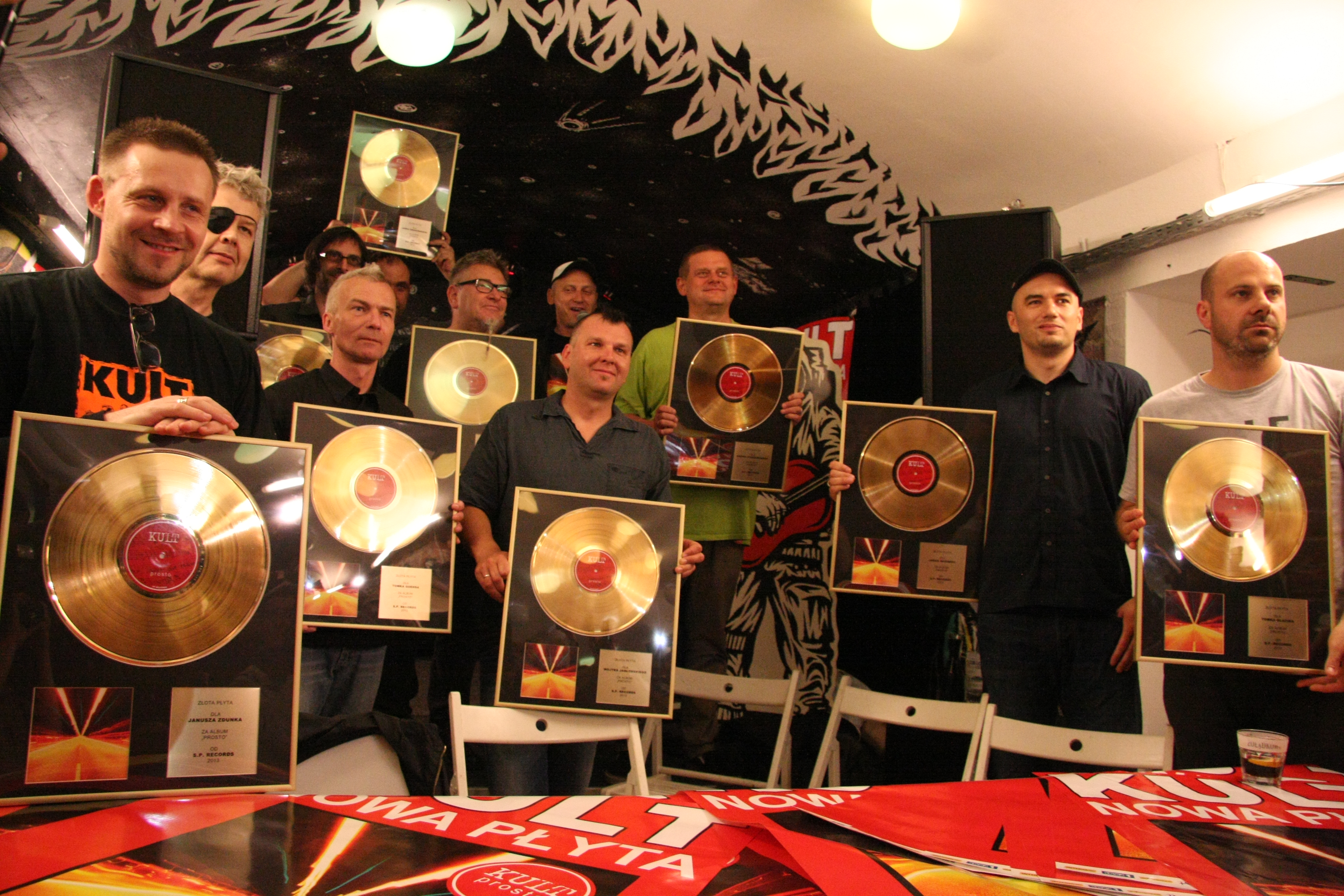
Członkowie zespołu ze złotymi płytami za album Prosto w czasie podpisywania płyty 10 czerwca 2013 roku w warszawskim klubie Kosmos Kosmos

Prosto – czternasty album zespołu Kult, wydany 13 maja 2013 roku nakładem S.P. Records, a nagrany w warszawskich L.W.W. Studio (instrumenty) i Elektra Studio (głosy). Pierwszy singel promujący płytę to „Układ zamknięty”, do którego nakręcono teledysk (utwór ten jednocześnie promuje film Ryszarda Bugajskiego o tym samym tytule). Drugim singlem z płyty jest „Dobrze być dziadkiem”, a nakręcony do niego teledysk nawiązuje do teledysku do utworu „Gdy nie ma dzieci” z 1998 roku z płyty Ostateczny krach systemu korporacji.

## Lista utworów
Źródło: kult.art.pl.
1. „Teide” (1:51)
2. „Układ zamknięty” (3:56)
3. „Twoje słowo jest prawdą” (4:25)
4. „Dzisiaj jest mojej córki wesele” (2:52)
5. „Prosto” (4:40)
6. „Dobrze być dziadkiem” (3:41)
7. „Dlaczego tak tu jest” (3:19)
8. „Bomba na parlament” (4:38)
9. „Mój mąż” (3:46)
10. „Moja myszko” (3:25)
11. „Zabiłem ministra finansów” (3:40)
12. „Nie chcę grać w reprezentacji” (2:39)
13. „Modlitwa moja” (4:01)
14. „Największa armia świata wzywa cię” (5:23)
15. „Opowiadam się za miłością” (3:23)
16. „Życie jest piękne” (3:32)

## Wykonawcy
- Kazik Staszewski – śpiew, saksofon
- Janusz Grudziński – organy, instrumenty klawiszowe
- Tomasz Goehs – perkusja
- Tomasz Glazik – saksofony
- Wojciech Jabłoński – gitary, banjo, mandolina
- Piotr Morawiec – gitary
- Jarosław Ważny – puzon
- Ireneusz Wereński – gitara basowa
- Janusz Zdunek – trąbka

## Sprzedaż
Album osiągnął pierwsze miejsce na liście sprzedaży OLiS. W czerwcu 2013 roku uzyskał status złotej płyty, zaś w listopadzie tego samego roku – platynowej płyty.